# Chiesa di San Giovanni Battista (Bellinzona)
La chiesa medievale di San Giovanni Battista era edificio religioso che si trovava a Gnosca, in Canton Ticino.

## Storia
La chiesa viene citato già nel 1202, quando veniva inclusa nei possedimenti della diocesi di Como. 
L'edificio venne probabilmente eretto tra l'XI secolo e il XII secolo, sotto forma di un'aula con abside; fra il XV ed il XVI secolo la chiesa venne ricostruita, ruotandone l'asse di 90 gradi ed ingrandendo la costruzione sul lato nord. Nel 1627 si procedette all'aggiunta del coro e del campanile. Secondo alcuni, quest'ultimo risalirebbe tuttavia ai secoli XIII-XIV.
La chiesa è stata sconsacrata nel 1783.

## Descrizione
Della chiesa restano soltanto i muri perimetrali, senza copertura, e il campanile.